# Lloyd Gaston
Lloyd Henry Gaston (* 2. Dezember 1929 in Mongatown, West Virginia; † 24. September 2006) war ein kanadischer Theologe, protestantischer Bibelwissenschaftler und Professor für Neues Testament an der Vancouver School of Theology in Vancouver. Er war außerdem Präsident der Kanadischen Gesellschaft für Bibelstudien und Pastor der United Presbyterian Church in den Vereinigten Staaten von Amerika.

## Leben
Lloyd Gaston wurde 1961 in der United Presbyterian Church in den Vereinigten Staaten von Amerika ordiniert und war bis 1963 Pastor der First Presbyterian Church in Hamburg, New Jersey. Seine Frau heißt Suzanne, seine Söhne Johannes, Thomas und Christopher.
Gaston machte seinen Abschluss an der Horace Mann School in New York City. Im Jahr 1952 studierte Gaston am Dartmouth College. Dort erwarb er seinen B.A. mit summa cum laude und eine Auszeichnung in Philosophie. Er war Mitglied der Delta Upsilon Fraternity. Er schloss sein Studium 1952 mit Phi Beta Kappa ab, nachdem er ein Jahr lang in Frankreich und der Schweiz studiert hatte. Mit seiner Dissertation No stone on another: studies in the significance of the fall of Jerusalem in the synoptic gospels promovierte Gaston 1967 mit summa cum laude an der Universität Basel im Fach Neues Testament. Außerdem studierte er 1970 am Ulpan Ezion in Jerusalem.
Gaston hatte eine 40-jährige akademische Laufbahn. Von 1963 bis 1973 lehrte er am Fachbereich Religion des Macalester College in St. Paul, Minnesota, und promovierte während dieser Zeit an der Universität Basel. Ab 1973 war er Gastprofessor für Neues Testament am United Theological Seminary of the Twin Cities. 1973 wurde Gaston berufen, und von 1973 bis 1978 war er außerordentlicher Professor für das Neue Testament an der Vancouver School of Theology.
Von 1978 an war Gaston Professor für Neues Testament an der Vancouver School of Theology, bis er 1995 emeritiert wurde. Als emeritierter Professor setzte er seine Lehrtätigkeit fort. Von 1986 bis 87 war Gaston Präsident der Canadian Society of Biblical Studies.
Lloyd Gaston starb am 24. September 2006.

## Werke

### Dissertation
- Lloyd Gaston: No stone on another: studies in the significance of the fall of Jerusalem in the synoptic gospels. (Diss. Theol. Basel), 1967, OCLC 999591193.

### Bücher
- Lloyd Gaston: Horae synopticae electronicae; word statistics of the Synoptic Gospels (= Sources for biblical study. Band 3). Society of Biblical Literature, Missoula, Mont. 1973, ISBN 978-0-88414-023-8.
- Lloyd Gaston: Paul and the Torah. Vancouver: University of British Columbia Press, 1987, ISBN 978-0-7748-0375-5.